# Anne Sofie von Otter
Anne Sofie von Otter (Stoccolma, 9 maggio 1955) è un mezzosoprano e attrice svedese.

## Biografia
Il mezzosoprano-contralto Ann-Sofie (Anne-Sophie) von Otter nasce a Stoccolma, figlia di Göran von Otter, diplomatico svedese, al seguito del quale è costretta a viaggiare molto durante la sua infanzia: ha abitato infatti fra Stoccolma, Bonn e Londra. In quest'ultima città frequenta la Guildhall School of Music and Drama (dove ha come insegnanti Vera Rosza, Erik Werba e Geoffrey Parsons) e poi con il debutto all'età di 28 anni al teatro dell'opera di Basilea (1983) nel ruolo di Alcina nell'opera di Joseph Haydn "Orlando paladino". Il debutto in palchi ancor più prestigiosi avviene poco dopo: nel 1985 canta Cherubino ne Le nozze di Figaro con Anna Tomowa-Sintow al Royal Opera House, Covent Garden mentre nel 1987 è in Italia presso La Scala con Ismene nella prima rappresentazione di Alceste con William Matteuzzi diretta da Riccardo Muti; nel 1988 invece è al Metropolitan con Cherubino ne Le nozze di Figaro e nel 1994 al Wiener Staatsoper con Idamante in Idomeneo.
Al Royal Opera House di Londra è Dorabella in Così fan tutte nel 1986, Sesto ne La clemenza di Tito nel 1989, Romeo ne I Capuleti e i Montecchi nel 1992 ed Octavian in Der Rosenkavalier con Barbara Bonney nel 1995.
Al Teatro alla Scala di Milano è Cherubino ne Le nozze di Figaro diretta da Muti nel 1987, tiene un recital nel 1996, nel 2001, un concerto con musiche di Mahler nel 2003 ed un recital nel 2008.
Al Grand Théâtre di Ginevra è Dorabella in Così fan tutte nel 1985, tiene dei recital nel 1988, 1993, 1995 e 2004, Tancredi con Katia Ricciarelli nel 1990, Orphée in Orfeo ed Euridice con Barbara Bonney nel 1995 e Didone in Les Troyens con Anna Caterina Antonacci nel 2007.
Per il Metropolitan Opera House di New York è Octavian in Der Rosenkavalier con Barbara Bonney diretta da Carlos Kleiber nel 1990, Idamante in Idomeneo con Cheryl Studer nel 1991, Marguerite in La damnation de Faust con José van Dam  nel 1996, Sesto ne La clemenza di Tito nel 1997, esegue Das Lied von der Erde di Gustav Mahler nella Carnegie Hall nel 1999 e nel 2005, Judith in Bluebeard's Castle di Béla Bartók con Samuel Ramey nella Prudential Hall di Newark nel New Jersey e nella Carnegie Hall nel 2000, Mélisande in Pelléas et Mélisande con van Dam nel 2005 e la Contessa Geschwitz in Lulu nel 2010. Fino ad oggi ha cantato in 51 rappresentazioni al Met.
Al Glyndebourne Festival Opera è Beatrice in Beatrice Et Benedict di Hector Berlioz nel 1993 e Carmen nel 2002.
Al Wiener Staatsoper è Octavian in Der Rosenkavalier nel 1994, Der Komponist in Ariadne auf Naxos con Edita Gruberová e Cheryl Studer nel 1999 e Baba the Turk in The Rake's Progress con Bo Skovhus.
All'Opéra National de Paris è Sesto ne La clemenza di Tito nel 1997, Octavian ne Il cavaliere della rosa nel 1998, Ariodante ed Anna I ne I sette peccati capitali nel 2001, Sesto in Giulio Cesare di Haendel nel 2002 e Clairon in Capriccio di Strauss con Renée Fleming nel 2004.
Nel 2004 è Clairon in Capriccio all'Edinburgh International Festival.
Nel 2011 è Clytemnestre in Ifigenia in Ifigenia in Aulide di Gluck al De Nederlandse Opera di Amsterdam. Il 18 maggio, nel giorno del centenario della morte di Gustav Mahler, interpreta a Berlino, sotto la direzione di Claudio Abbado Das Lied von der Erde, accanto al tenore Jonas Kaufmann.
Nel 2012 è Geneviève in Pelléas et Mélisande al Opéra Bastille di Parigi e Cornelia in Giulio Cesare con Cecilia Bartoli al Haus für Mozart di Salisburgo.
Nel 2013 tiene un recital a Potsdam, al Théâtre du Châtelet ed all'Opéra de Lyon e Waltraute ne Il crepuscolo degli dei diretta da Simon Rattle alla Deutsche Oper Berlin.
Il suo repertorio spazia dalla musica barocca al tardo romanticismo, avendo però una particolare predilezione per la musica barocca tedesca, riscuotendo ampi successi in ruoli operistici di autori come Mozart, Handel e Monteverdi. Grande successo ha riscontrato nei passati anni la sua interpretazione di Oktavian nel Der Rosenkavalier di Richard Strauss.
Per quanto riguarda la musica da camera, come solista, frequentemente il suo repertorio è incentrato sulla musica del secondo Ottocento e del Novecento: Mahler, Brahms, Grieg, Wolf e Sibelius, Wolf, Richard Strauss, Antonín Dvořák, Alban Berg, Benjamin Britten, Reynaldo Hahn, Kurt Weill e Erich Korngold figurano fra gli autori a lei più eseguiti, pur non evitando le composizioni di Schubert o Schumann. Collabora spesso con direttori quali William Christie, Marc Minkowski, Claudio Abbado, John Eliot Gardiner, e Chung Myung-whun.
Nel 2001 pubblica con il cantante pop inglese Elvis Costello un album nel quale reinterpreta canzoni di grande celebrità e grazie al quale ottiene un Premio Edison.
Numerosi sono i premi da lei vinti: fra i tanti ricordiamo i due Gramophone Award vinti nel 2002 e il Premio Schock assegnatole nel 2003.
Nel 2012 è Miriam nel film Una fragile armonia e canta "Marietta's Song" da Die tote Stadt di Erich Korngold.

## Vita privata
Ha due figli avuti dal marito con cui era sposata dal 1989, Benny Fredriksson, e con cui viveva in Svezia, fino alla sua morte.

## Repertorio
| Ruolo                  | Titolo                    | Autore      |
| ---------------------- | ------------------------- | ----------- |
| Judith                 | Il castello di Barbablù   | Bartók      |
| Romeo Montecchi        | I Capuleti e i Montecchi  | Bellini     |
| Contessa Geschwitz     | Lulu                      | Berg        |
| Marguerite             | La damnation de Faust     | Berlioz     |
| Didon                  | Les Troyens               | Berlioz     |
| Béatrice               | Béatrice et Bénédict      | Berlioz     |
| Carmen                 | Carmen                    | Bizet       |
| Olga                   | Eugene Onegin             | Čajkovskij  |
| Geneviève Mélidande    | Pelléas et Mélisande      | Debussy     |
| Lisinga                | Le cinesi                 | Gluck       |
| Orphée                 | Orphée et Eurydice        | Gluck       |
| Alceste                | Alceste                   | Gluck       |
| Clytemnestre           | Iphigénie en Aulide       | Gluck       |
| Giunone                | Agrippina                 | Händel      |
| Cornelia Sesto         | Giulio Cesare in Egitto   | Händel      |
| Ariodante              | Ariodante                 | Händel      |
| Serse                  | Serse                     | Händel      |
| Dejanira               | Hercules                  | Händel      |
| Hänsel                 | Hänsel und Gretel         | Humperdinck |
| Charlotte              | Werther                   | Massenet    |
| Messaggera             | L'Orfeo                   | Monteverdi  |
| Fortuna Nerone Ottavia | L'incoronazione di Poppea | Monteverdi  |
| Idamante               | Idomeneo                  | Mozart      |
| Cherubino Marcellina   | Le nozze di Figaro        | Mozart      |
| Dorabella              | Così fan tutte            | Mozart      |
| Sesto                  | La clemenza di Tito       | Mozart      |
| Nicklausse/La Muse     | Les contes d'Hoffmann     | Offenbach   |
| Dido                   | Dido and Æneas            | Purcell     |
| Una vecchia zingara    | Aleko                     | Rachmaninov |
| Tancredi               | Tancredi                  | Rossini     |
| Octavian               | Der Rosenkavalier         | Strauss     |
| Der Komponist          | Ariadne auf Naxos         | Strauss     |
| Clairon                | Capriccio                 | Strauss     |
| Seconda norna          | Götterdämmerung           | Wagner      |

## Discografia
- Bach, Arie - Otter/Mortensen/C. Copenaghen, 2008 Archiv Produktion
- Bach, Messa in si min. - Solti/Lott/Otter/Blochwitz, 1990 Decca
- J. S. Bach, Christmas Oratorio (Arias and Choruses) - Anne Sofie von Otter/English Baroque Soloists/Hans Peter Blochwitz/John Eliot Gardiner/Monteverdi Choir/Nancy Argenta/Olaf Bär, 1989 Deutsche Grammophon
- J.S. Bach, St. Matthew Passion (Arias & Choruses) - Ann Monoyios/Anne Sofie von Otter/Barbara Bonney/Cornelius Hauptmann/English Baroque Soloists/Howard Crook/John Eliot Gardiner/Michael Chance/Monteverdi Choir/Olaf Bär/The London Oratory Junior Choir, 1989 Deutsche Grammophon
- Bartók, Bluebeard's Castle - Anne Sofie von Otter/Berliner Philharmoniker/Bernard Haitink/Sandor Eles, 2005 Warner/EMI
- Beethoven, Sinf. n. 9 - Gardiner/Orgonasova/Otter/Rolfe Johnson/Cachemaille, 1992 Archiv Produktion
- Berg, Frühe Lieder/Pezzi orch. op. 6/Der Wein - Otter/Abbado/WPO, 1993 Deutsche Grammophon
- Berg, Korngold & Richard Strauss Lieder - Anne Sofie von Otter/Bengt Forsberg, 1994 Deutsche Grammophon
- Berlioz, La Damnation de Faust - Anne Sofie von Otter/Bryn Terfel/Myung-Whun Chung/Philharmonia Orchestra/Victor von Halem, 1998 Deutsche Grammophon
- Berlioz: Les nuits d'éte & Mélodies - Anne Sofie von Otter/Berliner Philharmoniker/James Levine, 1995 Deutsche Grammophon
- Boldemann, Gefors & Hillborg - Anne Sofie von Otter/Gothenburg Symphony Orchestra/Kent Nagano, 2008 Deutsche Grammophon
- Brahms, Lieder - Anne Sofie von Otter/Bengt Forsberg/Nils-Erik Sparf, 1990 Deutsche Grammophon
- Brahms, Schumann: Liebeslieder - Anne Sofie von Otter/Bengt Forsberg/Helmut Deutsch/Barbara Bonney/Kurt Streit/Olaf Bär, EMI, 1994
- Durufle: Requiem - Messe (Cum Jubilo) - Anne Sofie von Otter/Jose Antonia Sainz/Marie-Claire Alain/Michel Plasson/Orchestre du Capitole de Toulouse/Orfeon Donostriarra/Thomas Hampson, 1999 EMI
- Gluck, Orfeo ed Euridice (versione Berlioz), dir. John Eliot Gardiner
- Gluck, Alceste - Anne Sofie von Otter/English Baroque Soloists/John Eliot Gardiner, 2002 Universal
- Gluck: Iphigénie en Aulide, La rencontre imprévue, Don Juan - Anne Sofie von Otter/Bernard Deletré/Catherine Dubosc/Claudine Le Coz/English Baroque Soloists/Francis Dudziak/Gilles Cachemaille/Guillemette Laurens/Guy Flechter/Jean-Luc Viala/Jean-Philippe Lafont/John Aler/John Eliot Gardiner/José van Dam/Lynne Dawson/Monteverdi Choir/Orchestre de l'Opéra de Lyon/René Schirrer/Sophie Marin-degor, 2008 Warner
- Grieg, Songs - Anne Sofie von Otter/Bengt Forsberg, 1993 Deutsche Grammophon
- Haendel, Agrippina, dir. John Eliot Gardiner
- Haendel, Ariodante, Lynne Dawson/Ewa Podleś, dir. Marc Minkowski, Archiv Produktion
- Haendel, Hercules, dir. Marc Minkowski, Gidon Saks/Richard Croft, 2000 Archiv Produktion
- Haendel, Giulio Cesare, Magdalena Kozená, dir. Marc Minkowski, 2002 Archiv Produktion
- Haendel, Serse, dir. William Christie
- Handel, Jephtha, HWV 70 - Anne Sofie von Otter/English Baroque Soloists/John Eliot Gardiner/Lynne Dawson/Michael Chance/Monteverdi Choir/Nigel Robson/Ruth Holton/Stephen Varcoe, 1989 Philips
- Haydn & Mozart: Songs and Canzonettas - Anne Sofie von Otter/Melvyn Tan, 1995 Deutsche Grammophon
- Humperdinck, Hänsel Und Gretel - Andreas Schmidt/Anne Sofie von Otter/Barbara Bonney/Barbara Hendricks/Bayerischer Rundfunk/Eva Lind/Hanna Schwarz/Jeffrey Tate/Marjana Lipovsek/Toelzer Knabenchor, 1990 EMI
- Korngold: Songs and Chamber Music - Anne Sofie von Otter/Bengt Forsberg, 1994 Deutsche Grammophon
- Mahler, Knaben Wunderhorn - Quasthoff/Abbado/BPO, 1998 Deutsche Grammophon - Grammy Award for Best Classical Vocal Solo 2000
- Mahler, Lieder - Anne Sofie von Otter/Pierre Boulez/Thomas Quasthoff/Violeta Urmana/Wiener Philharmoniker, 2004 Deutsche Grammophon
- Mahler, Sinf. n. 3 - Boulez/Von Otter/WPO, 2001 Deutsche Grammophon
- Mahler: Lieder eines fahrenden Gesellen, 5 Rückert-Lieder - Zemlinsky: Sechs Lieder über Gedichte von Maurice Maeterlinck - Anne Sofie von Otter, 1996 Deutsche Grammophon
- Massenet, Werther, dir. Kent Nagano
- Mendelssohn: Elijah - Yvonne Kenny/Anne Sofie von Otter/Anthony Rolfe Johnson/Sir Thomas Allen/Academy of St. Martin in the Fields Chorus/Academy of St. Martin in the Fields/Sir Neville Marriner, 1992 Philips
- Monteverdi, L'Orfeo, Nancy Argenta/Anthony Rolfe Johnson, dir. John Eliot Gardiner, Archiv Produktion
- Monteverdi, L'incoronazione di Poppea, dir. Marc Minkowski, Aix en Provence 2000
- Mozart, La finta giardiniera, dir.Semyon Bychkov, Aix en Provence 1984
- Mozart, Le nozze di Figaro, Levine/Furlanetto/Te Kanawa, 1990 Deutsche Grammophon
- Mozart, Nozze di Figaro - Nézet-Séguin/Pisaroni/Karg/Hampson/Otter, 2015 Deutsche Grammophon
- Purcell, Didone ed Enea, Stephen Varcoe/Lynne Dawson dir. Trevor Pinnock, Archiv Produktion
- Offenbach, Les Contes d'Hoffmann, dir. Jeffrey Tate
- Schumann: Frauenliebe und Leben, Op. 42 & Others - Anne Sofie von Otter/Bengt Forsberg, 1995 Deutsche Grammophon
- Stenhammar, Symphony No. 2 - Anne Sofie von Otter/Paavo Järvi/Royal Stockholm Philharmonic Orchestra, 2003 EMI
- R. Strauss, Ariadne auf Naxos, dir. Giuseppe Sinopoli
- R. Strauss, Der Rosenkavalier, dir. Bernard Haitink
- Schubert, Lieder with Orchestra con Thomas Quasthoff, Chamber Orchestra of Europe, Claudio Abbado, Deutsche Grammophon, aprile 2003 (Grammy Award for Best Classical Vocal Solo 2004)
- Schubert, Music for "Rosamunde" - Anne Sofie von Otter/Chamber Orchestra of Europe/Claudio Abbado/Ernst Senff Chor, 1991 Deutsche Grammophon
- Stravinsky, Oedipus Rex - Anne Sofie von Otter/Esa-Pekka Salonen/Swedish Radio Chorus & Symphony Orchestra, 1992 SONY BMG
- Tchaïkovski, Eugenio Onegin, dir. James Levine
- Terezin, Theresienstadt - Anne Sofie von Otter/Bengt Forsberg/Christian Gerhaher/Daniel Hope, 2007 Deutsche Grammophon
- Wolf: Spanisches Liederbuch - Anne Sofie von Otter, 1995 EMI
- Bach, Arie - Concerto Copenaghen (orchestra), dir. Lars Ulrik Mortensen 2008 Archiv Produktion
- Bach, Messa in Si minore - Felicity Lott/Hans-Peter Blochwitz, dir. Georg Solti 1990 Decca
- Beethoven, Sinfonia n. 9 - Luba Orgonasova/Anthony Rolfe Johnson/Gilles Cachemaille, dir. John Eliot Gardiner 1992 Archiv Produktion
- Haendel, Cantate mariane e arie - Musica Antiqua Köln, dir. Reinhard Goebel, 1993 Archiv Produktion
- Haendel, Messiah - Arleen Auger/Michael Chance, dir. Trevor Pinnock 1988 Archiv Produktion
- Haendel, Messia - Sylvia McNair/Michael Chance, dir. Neville Marriner Philips
- Sinfonia n. 3 - dir. Pierre Boulez, 2001 Deutsche Grammophon
- Sinfonia n. 8 - Cheryl Studer/Sylvia McNair, dir. Claudio Abbado, 1994 Deutsche Grammophon
- Mozart, Così fan tutte - Renée Fleming/Olaf Bär, dir. Georg Solti 1994 Decca
- Mozart, Idomeneo - Anthony Rolfe Johnson/Sylvia McNair, dir. John Eliot Gardiner 1990 Archiv Produktion
- Messa di Requiem/Kyrie: K.341 in re min. - Barbara Bonney/Willard White, dir. John Eliot Gardiner 1986 Philips
- Mozart: Great Mass in C Minor - Academy of St. Martin in the Fields/Anne Sofie von Otter/Anthony Rolfe-Johnson/Dame Kiri Te Kanawa/Robert Lloyd/Sir Neville Marriner, 1994 Philips
- Ravel, Shéhérazade - Orchestra di Cleveland, dir. Pierre Boulez 2002 Deutsche Grammophon
- Clara Schumann, Reflection (Lieder) - Hélène Grimaud, 2005 Deutsche Grammophon
- Stravinsky, La carriera di un libertino - Deborah York/Bryn Terfel, dir. John Eliot Gardiner 1997 Deutsche Grammophon - Grammy Award for Best Opera Recording 2000
- Verdi, Requiem - Luba Orgonasova/Anne Sofie von Otter/Luca Canonici/Alastair Miles/Monteverdi Choir/Orchestre Révolutionnaire et Romantique/John Eliot Gardiner, 1994 Philips
- Vivaldi: Concertos, Aria & Sonata - Daniel Hope/Anne Sofie von Otter/Chamber Orchestra of Europe, 2008 Deutsche Grammophon
- Claudio Monteverdi Antonio Bertali Antonio Vivaldi, Lamenti - 1997 Archiv Produktion
- Weill, Speak Low - Anne Sofie von Otter/John Eliot Gardiner/Radio-Philharmonie Hannover, 1994 Deutsche Grammophon
- Otter, Ombre de mon amant (Arie barocche francesi) - William Christie/Les Arts Florissants, 2008 Archiv Produktion
- La Bonne Chanson - French Chamber Songs - Anne Sofie von Otter/Bengt Forsberg, 1996 Deutsche Grammophon
- Wings in the Night - Swedish Songs - Anne Sofie von Otter/Bengt Forsberg, 1996 Deutsche Grammophon
- von Otter: Opera Arias - Anne Sofie von Otter/The English Concert/Trevor Pinnock, 1997 Deutsche Grammophon
- von Otter - The Artist's Album - Anne Sofie von Otter, 1998 Deutsche Grammophon
- Home for Christmas - Anne Sofie von Otter, 1999 Deutsche Grammophon
- von Otter - Folksongs - Anne Sofie von Otter/Bengt Forsberg, 2000 Deutsche Grammophon
- For the Stars - Anne Sofie von Otter & Elvis Costello - 2001 Deutsche Grammophon
- Lieder Mélodies - Anne Sofie von Otter/Melvyn Tan, 2001 Deutsche Grammophon
- Chaminade: Mots d'amour - Anne Sofie von Otter/Bengt Forsberg/Nils-Erik Sparf/Peter Jablonski, 2001 Deutsche Grammophon
- Anne Sofie von Otter Sings Offenbach - Anne Sofie von Otter/Les Musiciens du Louvre/Marc Minkowski, 2002 Deutsche Grammophon
- Watercolours - Swedish Songs - Anne Sofie von Otter/Bengt Forsberg, 2003 Deutsche Grammophon
- Music for a While - Anne Sofie von Otter, 2004 Deutsche Grammophon
- Noël - Anne Sofie von Otter & Bengt Forsberg - 2005 Deutsche Grammophon
- I Let the Music Speak - Anne Sofie von Otter - 2006 Deutsche Grammophon
- Love Songs - Anne Sofie von Otter & Brad Mehldau - 2007 naïve
- von Otter - in my element - Anne Sofie von Otter, 2008 Deutsche Grammophon
- Sogno barocco - Anne Sofie von Otter & Leonardo Alarcon - 2012 naïve
- The Art of Anne Sofie Von Otter, 2013 Decca
- Douce France, Anne Sofie von Otter - 2013 naïve - Grammy Award for Best Classical Vocal Solo 2015

## DVD & BLU-RAY
- Bizet: Carmen (Glyndebourne, 2002) - Opus Arte/Naxos
- Gluck: Iphigenie en Aulide (DNO, 2011) - Marc Minkowski, Opus Arte/Naxos
- Gluck: Alceste - John Eliot Gardiner/Théâtre du Châtelet, Arthaus Musik/Naxos
- Haendel, Giulio Cesare - Antonini/Bartoli/Scholl/Otter/Jaroussky, 2016 Decca
- Haendel, Messia - Marriner/McNair/Otter/Chance, 1992 Decca
- Strauss, R., Il cavaliere della rosa - Carlos Kleiber/Felicity Lott/Kurt Moll, regia Otto Schenk 1994 Deutsche Grammophon
- Strauss R: Capriccio (Paris National Opera, 2004) - Renée Fleming/Anne Sofie von Otter, Arthaus Musik/Naxos
- Refuge in Music, Documentario sui musicisti rinchiusi a Terezin - Hope/Otter/Gerhaher/Risenfors, regia Benedict Mirow - 2013 Deutsche Grammophon